# Xã Swenoda, Quận Swift, Minnesota
Xã Swenoda (tiếng Anh: Swenoda Township) là một xã thuộc quận Swift, tiểu bang Minnesota, Hoa Kỳ. Năm 2010, dân số của xã này là 140 người.